# Otón I de Saboya
Otón I (Oddone, en italiano) (1010 o 1020 – 1057) fue conde de Saboya, conde de Aosta y Maurienne a partir de 1051 (o de 1056) hasta su muerte. Ascendió al trono después de la muerte de su hermano mayor, Amadeo. Hijo de Humberto I de Saboya. Hay poca información sobre él, y hasta la fecha de nacimiento (o 1010, o 1020) y la muerte (o 1056, o 1060) son inciertas. Es el fundador de los Saboya en Italia

## Biografía
Heredero del poder de su padre, lo amplió en 1045 gracias a su matrimonio con Adelaida, marquesa de Turín y Susa, título que había heredado de su padre Ulrico Manfredo II de Turín. Fue este matrimonio con Adelaida decisivo para el destino de Saboya.
Hasta ese momento se habían concentrado en expandirse especialmente más allá de los Alpes, pero desde entonces comenzaron su labor de expansión en Italia. Otón añadió a las posesiones heredadas de su padre la gran Marca de Turín.
La Marca incluía, además de la provincia de Turín, también las comarcas de Alba, Albenga, Asti y Ventimiglia. Así que la unión entre Otón y Adelaida fue particularmente fructífera: la extensión de sus dominios, habiendo estrechado las fuerzas, fue verdaderamente notable la dominación de todo el territorio, con el tamaño de un pequeño reino, aunque varios dominios pequeños se interponían —un marquesado, un ducado y más allá un condado— perteneciente a señores feudales menores.
Otón de Saboya murió joven (probablemente en 1057) y dejó a todos sus hijos, casi niños confiados a su esposa que tenía poco más de cuarenta años. Hoy sus restos descansan en la catedral de San Juan Bautista, en Turín. Adelaida de Turín, además de su marido,
sobrevivió a sus hijos y se mantuvo de hecho en el poder hasta su muerte en 1091, 31 años después de su marido. Rica y poderosa, tenía también una gran capacidad para gobernar.

## Matrimonio y descendencia
Se casó en 1045 con Adelaida de Susa, la heredera de Turín y de Susa, y tuvieron cinco hijos:
- Pedro;[3]
- Amadeo;[3]
- Otón, obispo de Asti;[3]
- Bertha de Saboya, condesa de Moriana (muerta en 1087) casada con Enrique IV del Sacro Imperio Romano Germánico;[3]
- Adelaida, (muerta en 1080) casada con Rodolfo de Rheinfelden (Rodolfo di Svevia en italiano).[3]